# Kumiyama (Kioto)
Kumiyama (久御山町 Kumiyama-chō?) es un municipio situado en el distrito de Kuze, en la prefectura de Kioto, Japón. Tiene una población estimada, a inicios de julio de 2024, de 15 306 habitantes.
Su superficie total es de 13.86 km².

## Geografía

### Localidades circundantes
- Prefectura de Kioto
  - Kioto
  - Uji
  - Jōyō
  - Yawata
  - Ujitawara

## Demografía
Según datos del censo japonés, la población de Kumiyama ha disminuido en los últimos años.
| Año del censo | Población |
| ------------- | --------- |
| 1995          | 18.133    |
| 2000          | 17.080    |
| 2005          | 16.610    |
| 2010          | 15.914    |
| 2015          | 15.805    |
| 2024 (est.)   | 15.306    |